# コーリー・ルーブキー
コーリー・ロバート・ルーブキー（Cory Robert Luebke, 1985年3月4日 - ）は、アメリカ合衆国・オハイオ州マーサー郡マリア・ステイン出身のプロ野球選手（投手）。左投右打。MLB元投手。

## 経歴

### プロ入り前
2004年のMLBドラフト18巡目（全体532位）でピッツバーグ・パイレーツから指名されたが契約せず、オハイオ州立大学へ進学した。
2006年のMLBドラフト22巡目（全体658位）でテキサス・レンジャーズから指名されたが、契約には至らなかった。

### プロ入りとパドレス時代
2007年のMLBドラフト1巡目追補（全体63位）でサンディエゴ・パドレスから指名され、6月23日に契約。契約後、傘下のA-級ユージーン・エメラルズでプロデビュー。8試合（先発3試合）に登板して3勝0敗・防御率1.46・26奪三振の成績を残した。8月にA級フォートウェイン・ウィザーズへ昇格。5試合に先発登板して1勝2敗・防御率3.33・30奪三振の成績を残した。8月下旬にA+級レイクエルシノア・ストームへ昇格。2試合（先発1試合）に登板して1勝1敗・防御率7.71・5奪三振の成績を残した。
2008年はまずA級フォートウェインでプレーし、10試合に先発登板して3勝3敗・防御率2.89・40奪三振の成績を残した。7月にA+級レイクエルノシアへ昇格。17試合（先発15試合）に登板して3勝6敗・防御率6.84・60奪三振の成績を残した。
2009年はまずA+級レイクエルノシアで14試合に先発登板して8勝2敗・防御率2.34・80奪三振の成績を残した。6月にAA級サンアントニオ・ミッションズへ昇格。9試合に先発登板して3勝2敗・防御率3.70・32奪三振の成績を残した。9月に行われた第38回IBAFワールドカップのアメリカ代表に選出され、金メダルを獲得した。
2010年はAA級サンアントニオでプレーし、10試合（先発8試合）に登板して5勝1敗・防御率2.40・44奪三振の成績を残した。7月にAAA級ポートランド・ビーバーズへ昇格。9試合に先発登板して5勝0敗・防御率2.97・44奪三振の成績を残した。9月1日にメジャー初昇格を果たし、9月3日のコロラド・ロッキーズ戦でメジャーデビュー。先発起用されたが、5回を投げ2本塁打を含む5安打4失点2四球と結果を残せず、メジャー初黒星を喫した。2度目の登板となった9月8日のロサンゼルス・ドジャース戦では、6回を投げ2安打無失点と好投し、メジャー初勝利を挙げた。この年メジャーでは4試合（先発3試合）に登板して1勝1敗・防御率4.08・18奪三振の成績を残した。
2011年2月27日にパドレスと1年契約に合意し、開幕ロースター入りを果たした。前半戦はリリーフとして登板していたが、6月26日のアトランタ・ブレーブス戦から先発に転向。この年は46試合（先発17試合）に登板して6勝10敗・防御率3.29・154奪三振の成績を残した。
2012年3月30日にパドレスと総額1200万ドル+出来高の4年契約（2016年・750万ドル、2017年・1000万ドルの球団オプション付き）に合意した。前年と同じく開幕ロースターに入ったが、4月28日に左肘を故障し、5月2日に15日間の故障者リスト入りした。5月20日に60日間の故障者リストへ異動し、23日にトミー・ジョン手術を受けたため、残りのシーズンを全休した。この年は5試合（全て先発）の登板にとどまり、3勝1敗・防御率2.61・23奪三振の成績を残した。オフの10月29日に故障者リストから外れた。
2013年3月31日に前年の手術の影響で、再び60日間の故障者リスト入りし、シーズンを全休した。10月25日に故障者リストから外れた。
2014年2月19日に2度目となるトミー・ジョン手術を受け、3月7日に再び60日間の故障者リスト入りした。
2015年も復帰できず、11月4日にFAとなった。

### パイレーツ時代
2016年2月11日にパイレーツとマイナー契約を結び、同年のスプリングトレーニングに招待選手として参加することになった。3月31日に開幕25人枠入りし、4月6日のセントルイス・カージナルス戦で4年ぶりのメジャー復帰を果たした。その後、6月18日にDFAとなり、26日に自由契約となった。パイレーツでは9試合に登板して0勝1敗・防御率9.35・9奪三振の成績を残した。

### マーリンズ傘下時代
2016年7月7日にマイアミ・マーリンズとマイナー契約を結んだ。マーリンズ傘下ではA+級ジュピター・ハンマーヘッズ、AA級ジャクソンビル・サンズ、AAA級ニューオーリンズ・ゼファーズの3球団合計で4試合の登板のみで、メジャーでの登板は無かった。オフの11月7日にFAとなった。

### ホワイトソックス傘下時代
2017年1月12日にシカゴ・ホワイトソックスとマイナー契約を結び、スプリングトレーニングに招待選手として参加することになった。2017年5月8日引退を表明した。

## 詳細情報
| 年 度     | 球 団     | 登 板 | 先 発 | 完 投 | 完 封 | 無 四 球 | 勝 利 | 敗 戦 | セ 丨 ブ | ホ 丨 ル ド | 勝 率 | 打 者 | 投 球 回 | 被 安 打 | 被 本 塁 打 | 与 四 球 | 敬 遠 | 与 死 球 | 奪 三 振 | 暴 投 | ボ 丨 ク | 失 点 | 自 責 点 | 防 御 率 | W H I P |
| --------- | --------- | ----- | ----- | ----- | ----- | -------- | ----- | ----- | -------- | ----------- | ----- | ----- | -------- | -------- | ----------- | -------- | ----- | -------- | -------- | ----- | -------- | ----- | -------- | -------- | ------- |
| 2010      | SD        | 4     | 3     | 0     | 0     | 0        | 1     | 1     | 0        | 0           | .500  | 76    | 17.2     | 17       | 8           | 6        | 0     | 1        | 18       | 0     | 0        | 8     | 8        | 4.08     | 1.30    |
| 2011      | SD        | 46    | 17    | 0     | 0     | 0        | 6     | 10    | 0        | 3           | .375  | 555   | 139.2    | 105      | 12          | 44       | 3     | 2        | 154      | 5     | 2        | 54    | 51       | 3.29     | 1.07    |
| 2012      | SD        | 5     | 5     | 0     | 0     | 0        | 3     | 1     | 0        | 0           | .750  | 130   | 31.0     | 28       | 1           | 8        | 0     | 0        | 23       | 0     | 0        | 10    | 9        | 2.61     | 1.16    |
| 2016      | PIT       | 9     | 0     | 0     | 0     | 0        | 0     | 1     | 0        | 0           | .000  | 53    | 8.2      | 15       | 2           | 11       | 2     | 1        | 9        | 0     | 0        | 9     | 9        | 9.35     | 3.00    |
| 通算：4年 | 通算：4年 | 64    | 25    | 0     | 0     | 0        | 10    | 13    | 0        | 3           | .435  | 814   | 197.0    | 165      | 18          | 69       | 5     | 4        | 204      | 5     | 2        | 81    | 77       | 3.52     | 1.19    |

### 背番号
- 50（2010年）
- 52（2011年 - 2012年）
- 26（2016年）